# 周易 (隆慶進士)
周易（1517年—1578年），字尚占，號秀津，山東東昌府臨清州人，民籍，明朝政治人物。

## 生平
嘉靖十九年（1540年）山東鄉試第三十四名舉人。隆慶二年（1568年）中式戊辰科會試第二百三十六名，三甲第一百零五名進士。授河南府推官，擢安庆府同知。萬曆六年卒，享年六十二。

## 家族
曾祖周文，知縣；祖父周東，壽官；父周治，監生。母鄭氏。慈侍下。弟周書、周礼、周诗、周乐。